# Blair Horn
Blair Horn, kanadski veslač, * 17. julij 1961, Kelowna, Britanska Kolumbija, Kanada.
Horn je diplomant Brentwood College School iz  Mill Baya in član kanadskega osmerca, ki je na Poletnih olimpijskih igrah 1984 v Los Angelesu osvojil zlato medaljo.